# Проман, Мейнарт Юганович
Мейнарт Юганович Проман — советский хозяйственный и государственный деятель, лауреат Государственной премии СССР за выдающиеся достижения в труде.

## Биография
Родился в 1945 году в Харьюском районе. Член КПСС.
В 1967—1991 — тракторист, механизатор совхоза имени А. Соммерлинга Харьюского района Эстонской ССР
За высокоэффективное использование техники, внедрение прогрессивной технологии в кормопроизводство, в мелиоративном и сельском строительстве был в составе коллектива удостоен Государственной премии СССР за выдающиеся достижения в труде 1980 года.
Жил в Эстонии.

## Награды
- Орден Ленина